# Pimpinella stracheyi
Pimpinella stracheyi är en flockblommig växtart som beskrevs av Charles Baron Clarke. Pimpinella stracheyi ingår i släktet bockrötter, och familjen flockblommiga växter. Inga underarter finns listade i Catalogue of Life.